# 神戸市立医療センター西市民病院

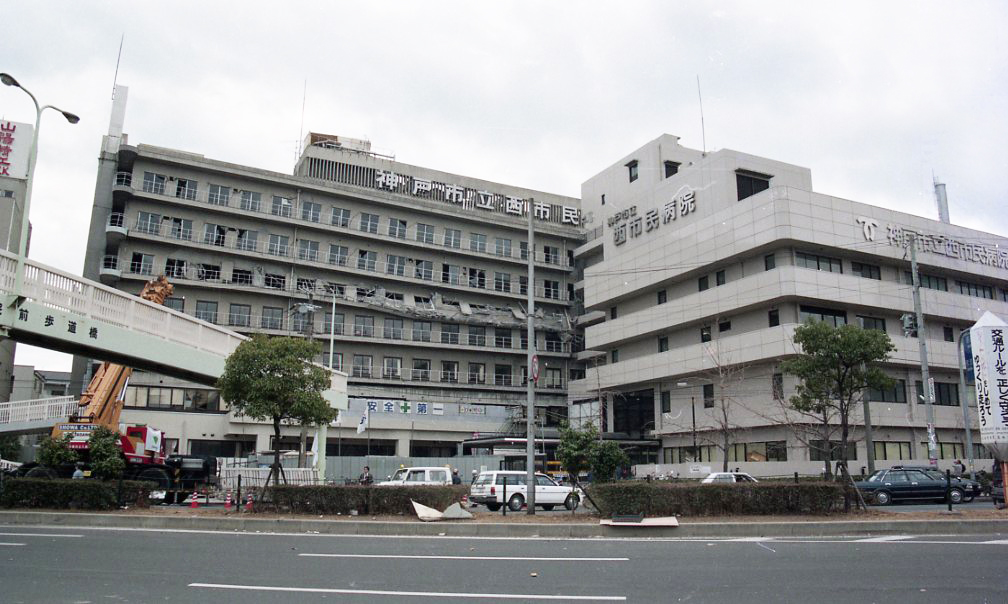
阪神・淡路大震災被災直後
（神戸市、阪神・淡路大震災「1.17の記録」より）

神戸市立医療センター西市民病院（こうべしりついりょうセンターにししみん）は、兵庫県神戸市長田区に所在する医療機関。神戸市が設置する地方独立行政法人神戸市民病院機構が運営する病院である。

## 沿革
- 1924年（大正13年）3月 - 前身の市立神戸診療所を神戸市長田区三番町に開院。
- 1928年（昭和3年）4月 - 市立神戸診療所を市立神戸市民病院に改称。
- 1953年（昭和28年）10月 - 中央市民病院長田分院と改称。
- 1957年（昭和32年）4月 - 市立長田市民病院と改称。
- 1970年（昭和45年）1月 - 市立長田市民病院を廃止し、現在地に市立西市民病院開院。
- 1995年（平成7年）
  - 1月17日 - 阪神・淡路大震災により本館全壊。
  - 2月20日 - 長田区総合庁舎を仮設診療所として診療再開。
  - 11月6日 - 北館での診療再開。
- 1999年（平成11年）10月25日 - 本館での一部診療再開。
- 2000年（平成12年）5月11日 - 全館再開。
- 2007年（平成19年）4月1日 - 神戸市立医療センター西市民病院と改称。
- 2009年（平成21年）4月1日 - 地方独立行政法人神戸市民病院機構へ移行。

## 診療科
- 内科
- 消化器内科
- 呼吸器内科
- 免疫血液内科
- 循環器内科
- 腎臓内科
- 糖尿病・内分泌内科
- 神経内科
- 総合内科
- 精神・神経科
- 小児科
- 外科
- 呼吸器外科
- 整形外科
- リハビリテーション科
- 皮膚科
- 泌尿器科
- 産婦人科
- 眼科
- 耳鼻咽喉科
- 歯科口腔外科
- 麻酔科
- 放射線科
- 臨床病理科

## 医療機関の指定・認定
（下表の出典）
| 保険医療機関                           | 高齢者の医療の確保に関する法律が規定する医療保険各法及び同法に基づく療養等の給付の対象とならない医療並びに公費負担医療を行わない医療機関 |
| 労災保険指定医療機関                   | 指定自立支援医療機関（更生医療） |
| 指定自立支援医療機関（育成医療）       | 臨床研修病院 |
| 指定自立支援医療機関（精神通院医療）   | 身体障害者福祉法指定医の配置されている医療機関                                                                                           |
| 精神保健指定医の配置されている医療機関 | 生活保護法指定医療機関 |
| 結核指定医療機関                       | 指定養育医療機関 |
| 指定小児慢性特定疾病医療機関           | 難病の患者に対する医療等に関する法律に基づく指定医療機関                                                                                 |
| 特定疾患治療研究事業委託医療機関       | 戦傷病者特別援護法指定医療機関 |
| 原子爆弾被害者一般疾病医療取扱医療機関 | DPC対象病院 |
| 公害医療機関                           | 母体保護法指定医の配置されている医療機関                                                                                                 |
| 地域医療支援病院                       | |

- NPO法人卒後臨床研修評価機構認定証発行病院[2]
- 公益財団法人日本医療機能評価機構認定病院[3]
- このほか、各種法令による指定・認定病院であるとともに、各学会の認定施設でもある。

## 阪神・淡路大震災での被害
1995年1月17日5時46分発災時、当院（当時：神戸市立西市民病院）には245名の入院患者がいた。職員は医師4名、深夜勤務の病棟看護婦20名、救急担当看護婦3名、薬剤、検査、放射線各1名、事務当直、設備当直等嘱託職員も含め5名がいた。地震による揺れにより、本館5階を押しつぶし、各階でも柱は押しつぶされるように曲がり、鉄筋は剥き出しに、建物自体も南に傾き、その南にある南館も余震による本館の崩壊があれば危険という状態となった。
5西病棟の入院患者44名と看護婦3名は閉じ込められてしまったが、発災当日窓から6階のベランダへと自力で脱出した2人、救出できた6人、ガレキの中をトンネルを作って救出できた35人、6階の床に穴を開けて救出した2人、4階の天井から穴を開けて救出した1人の計46人が脱出できた。残る患者1名は翌18日、自衛隊も加わって捜索され、20時30分に手の先が発見され、21時36分に引き上げられたがすでに亡くなっていた。

## アクセス
- 神戸市営地下鉄西神・山手線「長田駅」より徒歩約8分[5]
- 阪神神戸高速線「高速長田駅」より徒歩約8分[5]
- 山陽本線（JR西日本）「兵庫駅」、阪神神戸高速線「大開駅」より徒歩約10分[5]